# Abbazia di San Pietro in Valle
L'abbazia di San Pietro in Valle (o anche, più correttamente, Abbazia dei Santi Pietro e Paolo in Valle Suppegna) è uno storico monastero della Valnerina.
È situata in provincia di Terni, nel comune di Ferentillo, a circa 370 m s.l.m.
Il vecchio monastero è di proprietà privata e adibito a residenza alberghiera, mentre la chiesa appartiene alla curia.

## Storia

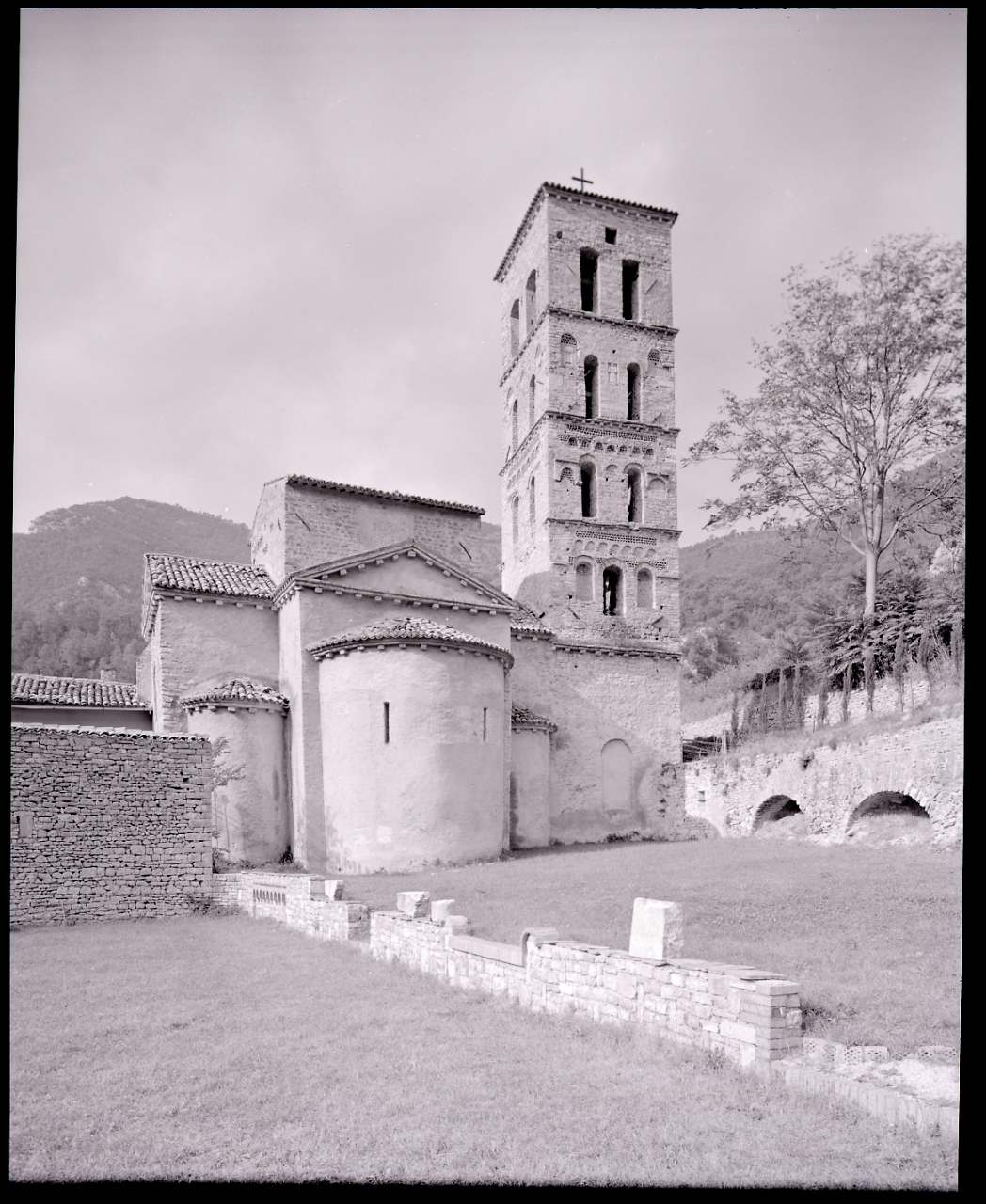
L'abside e la torre campanaria in una foto di Paolo Monti del 1967

Fu edificata nell'VIII secolo da Faroaldo II duca di Spoleto, nei luoghi dove si tramanda abbiano vissuto i monaci ed eremiti siriani Lazzaro e Giovanni di regola orientale. Secondo una leggenda il duca di Spoleto vide in sogno lo stesso San Pietro che lo invitò ad edificare nel luogo dell'attuale abbazia un monastero benedettino grazie ai monaci dell'abbazia di Farfa. Pochi anni dopo il duca rinunciò al titolo e si fece monaco nell'abbazia. Da allora il cenobio fu strettamente legato alla città di Spoleto accogliendo le spoglie di molti dei duchi della città.

Sul finire del IX secolo il monastero subì, come accadde poco dopo a Farfa, il saccheggio dei Saraceni e risorse solo nel 996 per volere di Ottone III. Nel 1234 Gregorio IX assegna l'abbazia ai Cistercensi in linea con quanto avviene del Lazio sotto Innocenzo III.

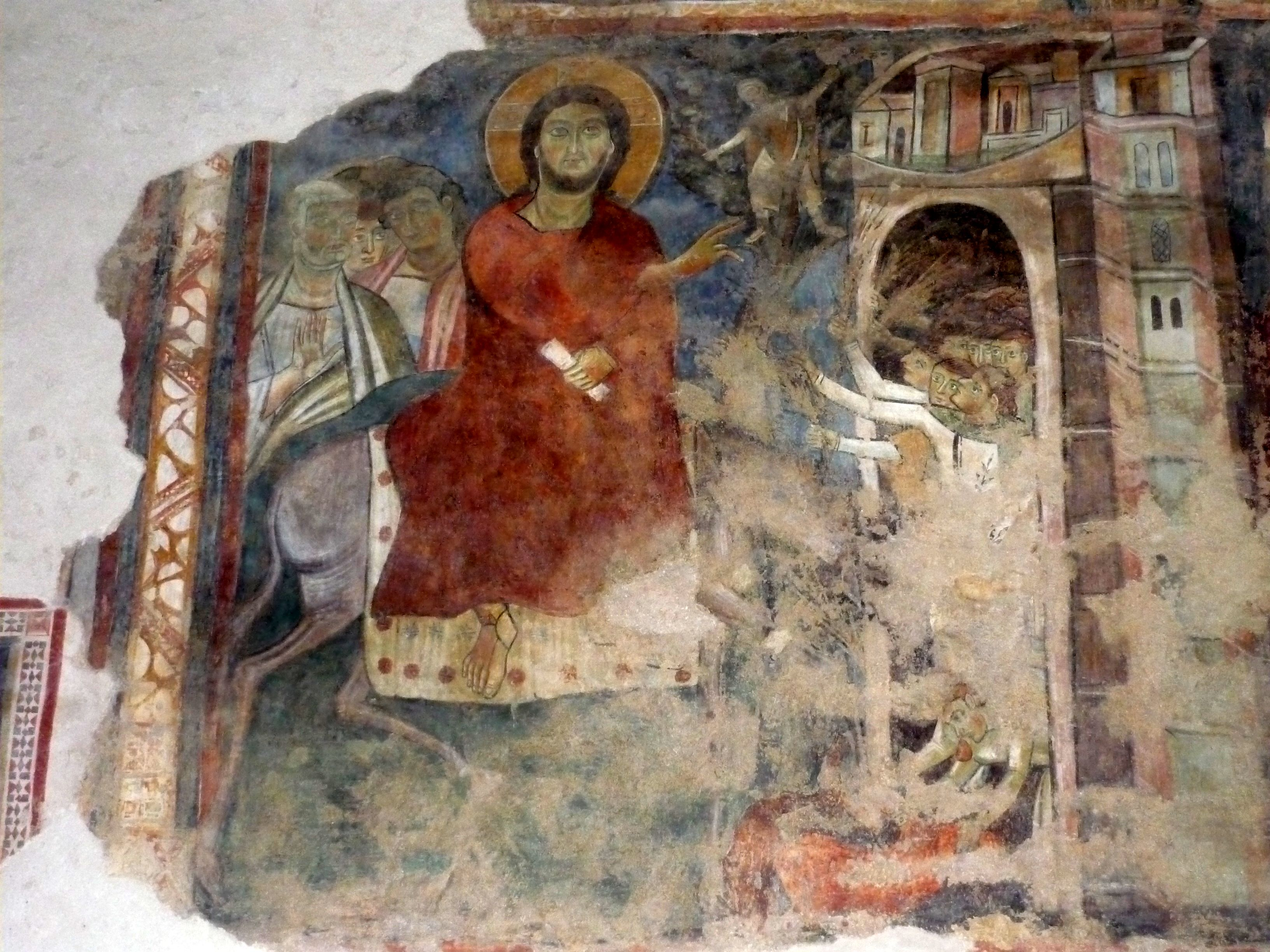
Affresco raffigurante Gesù che entra a Gerusalemme

Nel 1484 papa Innocenzo VIII dona il feudo dell'abbazia ai Cybo. Dal 1917 il convento è passato in mani private e oggi, ristrutturato, è utilizzato come struttura alberghiera.
Il papa Innocenzo VIII (Giovan Battista Cybo - ossia Giobatta ricordato come il pontefice romano che iniziò la caccia spietata alle streghe), come detto, costituì per suo figlio Franceschetto Cybo un principato nominandolo, oltre a duca di Spoleto anche conte di Ferentillo e quindi governatore dell'abbazia. A Franceschetto, che sposò Maddalena de' Medici, successe il figlio Lorenzo Cybo, il quale sposò Ricciarda Malaspina marchesa di Massa e Carrara. Dal matrimonio nasce Alberico I Cybo, il quale, dopo la morte della madre Ricciarda, assunse anche (sempre per volere della madre) il cognome di Malaspina. Alberico I Cybo-Malaspina divenne così Marchese di Massa, Signore di Carrara, Conte di Ferentillo governatore di Monteleone di Spoleto e quindi signore anche della Abbazia di San Pietro in valle. Il feudo di dominio dei Cybo Malaspina durò fino al 1730 con Alderano Cybo. L'abbazia comunque ebbe sempre la commenda degli Ancaiani nobili spoletini fino alla sua vendita definitiva avvenuta nel 1907. L'edificio è un monumento nazionale visitato da molti turisti per le sue opere d'arte, come il ciclo degli affreschi di scuola romana (1150) antecedenti il Cavallini; gli affreschi nell'abside del maestro di Eggi del 1445.

## Arte
La chiesa, che è rimasta come corpo separato rispetto all'abbazia, è ad una sola navata che risale al VII secolo; l'abside è del XII secolo. Conserva pregevoli affreschi medievali e rinascimentali di scuola umbra raffiguranti scene dell'Antico e del Nuovo Testamento.
Al II secolo risalgono invece quattro sarcofagi conservati nella chiesa, che per lo stile e le raffigurazioni fanno pensare ad artisti orientali:
- Sarcofago con tre barche (viaggio nell'Ade).
- Sarcofago di Faroaldo con Dioniso, Sileno, Pan e Menade danzante.
- Sarcofago di Amore e Psiche
- Sarcofago dei cacciatori.

### La lastra scolpita di Orso
Di epoca longobarda sono invece le due lastre dell'altare principale, scolpite a bassorilievo. Su quella che è fronte dell'altare corre una scritta in lingua latina, con curiosi caratteri misti maiuscoli e minuscoli: "Ilderico Dagileopa, in onore a san Pietro e per amore di san Leone e san Gregorio, per la salvezza dell'anima (pro remedio animae)". Ilderico fu duca di Spoleto tra il 739 e il 742. La lastra è inoltre adornata con due bizzarre figure, con le braccia piegate a 90° e levate verso l'alto, con il petto nudo e indosso un gonnellino corto. Le figure sono circondate da fusti vegetali stilizzati, che culminano in dischi con delle croci inscritte. Una delle due figure brandisce una sorta di stiletto, da alcuni ritenuto uno scalpello. Ciò suggerirebbe che la figura rappresenta Orso, lo scultore indicato come autore dell'incisione dalla scritta Ursus magester fecit ("Il maestro Orso l'ha fatto").

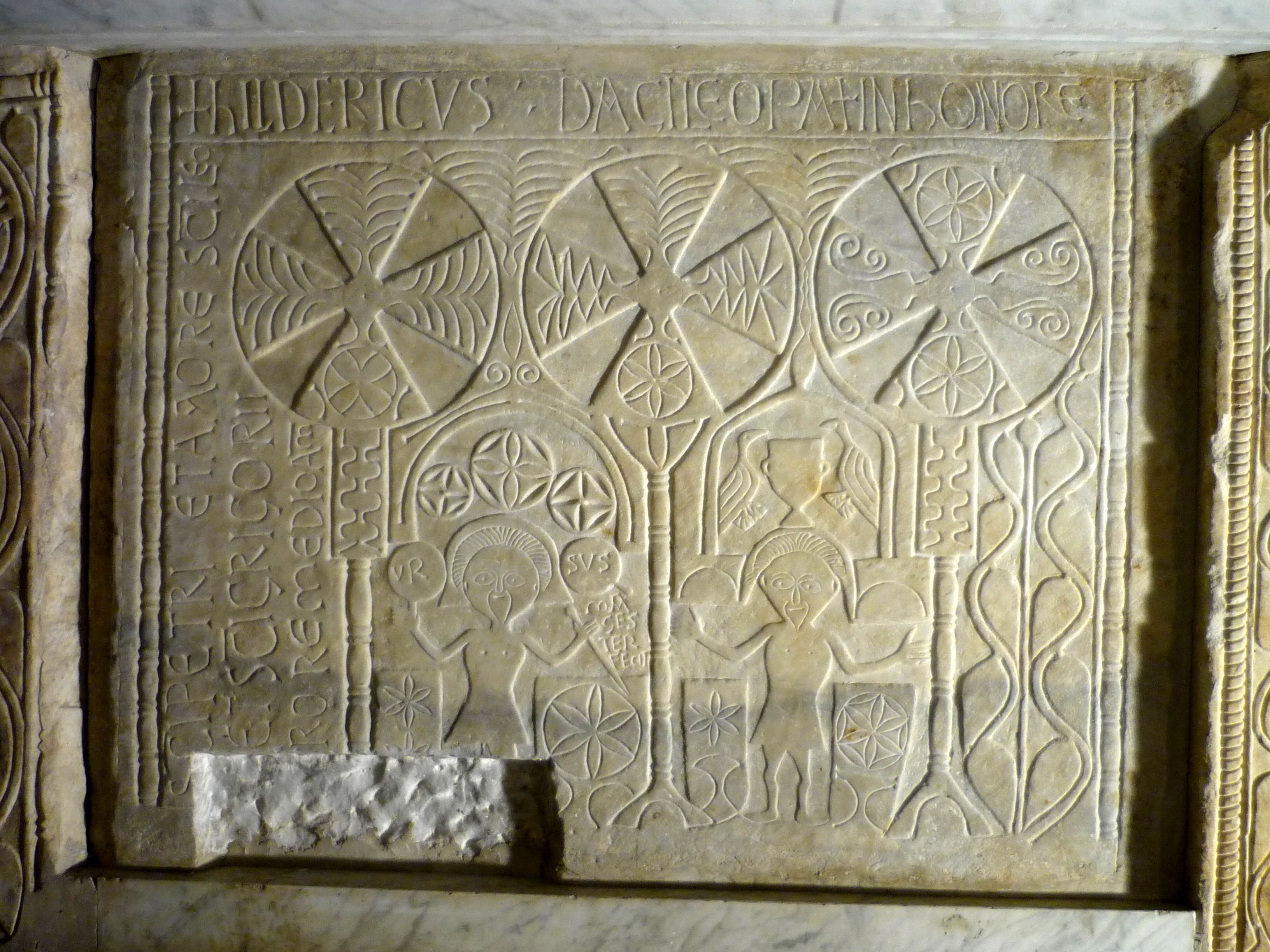
Lastra di Orso, VIII secolo

Più difficile comprendere chi sia l'altra figura: il gonnellino, indumento forse adatto all'attività di scultore, mal si addice alla dignità del duca. Le braccia levate sono state interpretate come atteggiamento rituale e, in questo caso, il gonnellino corrisponderebbe al panno che si indossa dopo il battesimo (che, anticamente, si svolgeva per immersione). La posa corrisponderebbe a quella del coevo altare in osso del vescovo Ludgero a Werden (frazione di Essen) o a quella del sarcofago del vescovo Agilberto nella cripta di Jouarre (Francia), leggermente più antico. In un recente articolo pubblicato sul mensile "Medioevo" nel febbraio 2016, Elena Percivaldi ha aggiunto anche altre ipotesi, pur confermando l'interpretazione della scena come di carattere rituale.
Questo di San Pietro in Valle è uno dei rarissimi casi, nell'arte medioevale, in cui si può facilmente distinguere il committente dall'artefice, grazie al fatto che sono entrambi menzionati.
Vi sono state girate alcune scene del film Dante di Pupi Avati.